# اچ‌ام‌ای‌اس باندولیر (پی ۹۵)
اچ‌ام‌ای‌اس باندولیر (پی ۹۵) (به انگلیسی: HMAS Bandolier (P 95)) یک کشتی بود که طول آن ۱۰۷٫۶ فوت (۳۲٫۸ متر) بود. این کشتی در سال ۱۹۶۸ ساخته شد.